# Verònica
|  | Aquest article tracta sobre una planta. Si cerqueu el personatge bíblic, vegeu «santa Verònica». |

Verònica (Veronica) és un gènere de plantes amb flors de la família de les plantaginàcies.

## Particularitats
Són Plantes anuals o perennes. Abans es classificaven dins de la família de les escrofularàcies.
Encara que hi ha moltes espècies diferents, totes elles tenen només dos estams fèrtils molt aparents i una corol·la amb 4 pètals soldats únicament per la base. Un d'ells més petit que els altres, per la qual cosa les flors tenen simetria bilateral.
El nom del gènere prové de l'estació VI del Viacrucis, on Verònica es va atansar a Jesús i li va eixugar la cara amb el seu vel. Hom diu que aquesta mateixa peça de tela va guarir l'emperador romà Tiberi (Tiberius Claudius Nero) de les seves nafres. Les fulles d'algunes espècies, com les de l'herba dels leprosos, s'utilitzaven a la medicina tradicional per curar ferides.

## Taxonomia

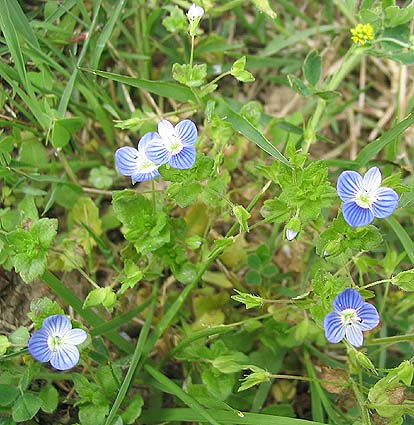
Veronica persica

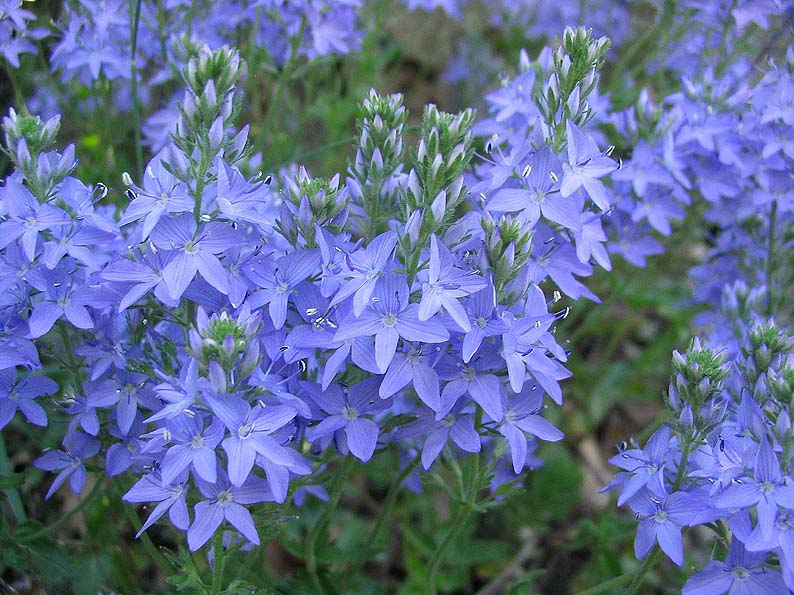
Veronica austriaca

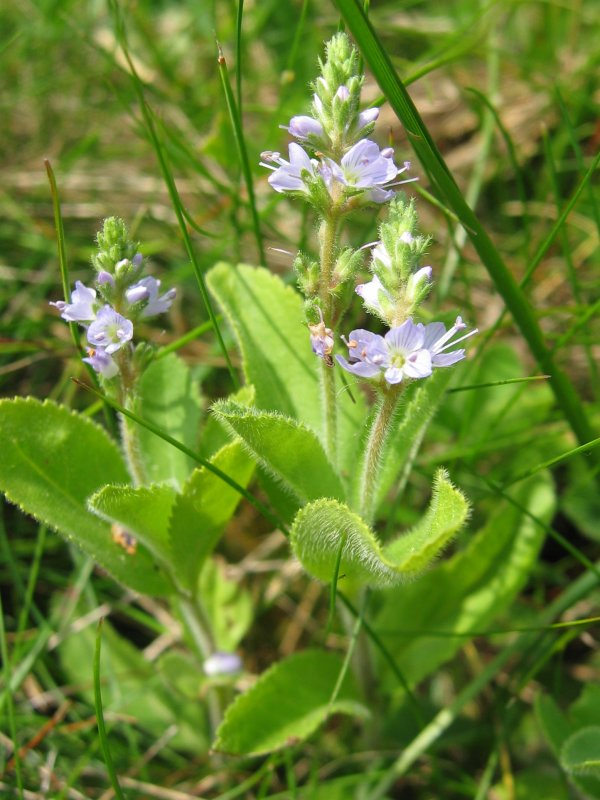
Herba dels leprosos (Veronica officinalis)

N'hi ha més de 200 espècies:
| - Veronica abyssinica - Veronica acinifolia - Veronica acipetala - Veronica acrotheca - Veronica adamsii - Veronica agrestis - Veronica alaskensis - Veronica alatavica - Veronica albicans - Veronica albiflora - Veronica allahuekberensis - Veronica allionii - Veronica alpina - Veronica americana - Veronica amoena - Veronica amplexicaulis - Veronica anagallis-aquatica - Veronica anagalloides - Veronica angustissima - Veronica annulata - Veronica antalyensis - Veronica aphylla - Veronica aragonensis - Veronica archboldii - Veronica arcuata - Veronica arenaria - Veronica arganthera - Veronica argute-serrata - Veronica armena - Veronica armstrongii - Veronica arvensis - Veronica aucheri - Veronica austriaca - Veronica avromanica - Veronica aznavourii - Veronica bachofenii - Veronica balansae - Veronica baranetzkii - Veronica barkeri - Veronica barrelieri - Veronica baumgartenii - Veronica baylyi - Veronica beccabunga - Veronica bellidioides - Veronica benthamii - Veronica besseya - Veronica biggarii - Veronica biloba - Veronica birleyi - Veronica bishopiana - Veronica blakelyi - Veronica bogosensis - Veronica bollonsii - Veronica bombycina - Veronica borisovae - Veronica bozakmanii - Veronica brachysiphon - Veronica brassii - Veronica breviracemosa - Veronica brevistyla - Veronica brownii - Veronica buchananii - Veronica bucharica - Veronica bullii - Veronica bungei - Veronica cachemirica - Veronica caespitosa - Veronica calcicola - Veronica californica - Veronica calycina - Veronica campylopoda - Veronica cana - Veronica canbyi - Veronica canterburiensis - Veronica capillipes - Veronica capitata - Veronica cardiocarpa - Veronica carminea - Veronica carstensensis - Veronica catarractae - Veronica catenata - Veronica caucasica - Veronica ceratocarpa - Veronica cetikiana - Veronica chamaedryoides - Veronica chamaedrys - Veronica chamaepithyoides - Veronica chathamica - Veronica chayuensis - Veronica cheesemanii - Veronica chinoalpina - Veronica chionantha - Veronica ciliata - Veronica ciliolata - Veronica cinerea - Veronica cockayneana - Veronica colensoi - Veronica colostylis - Veronica continua - Veronica copelandii - Veronica corriganii - Veronica crinita - Veronica crista-galli - Veronica cryptomorpha - Veronica cuneifolia - Veronica cupressoides - Veronica cusickii - Veronica cymbalaria - Veronica czerniakowskiana - Veronica dabneyi - Veronica daghestanica - Veronica daranica - Veronica daurica - Veronica davisii - Veronica debilis - Veronica decora - Veronica decorosa - Veronica decumbens - Veronica deltigera - Veronica densiflora - Veronica derwentiana - Veronica dichrus - Veronica dieffenbachii - Veronica dilatata - Veronica dillenii - Veronica diosmifolia - Veronica diosmoides - Veronica dissecta - Veronica distans - Veronica donii - Veronica elliptica - Veronica elmaliensis - Veronica emodii - Veronica epacridea - Veronica erinoides - Veronica eriogyne - Veronica euphrasiifolia - Veronica evenosa - Veronica evexa - Veronica fargesii - Veronica farinosa - Veronica fedtschenkoi - Veronica ferganica - Veronica filifolia - Veronica filiformis - Veronica filipes - Veronica flavida - Veronica formosa | - Veronica forrestii - Veronica fragilis - Veronica francispetae - Veronica fridericae - Veronica fruticans - Veronica fruticulosa - Veronica fuhsii - Veronica galathica - Veronica gaubae - Veronica gentianoides - Veronica gibbsii - Veronica glandulosa - Veronica glauca - Veronica glaucophylla - Veronica gorbunovii - Veronica gracilis - Veronica grandiflora - Veronica grisebachii - Veronica grosseserrata - Veronica gunae - Veronica haastii - Veronica hectorii - Veronica hederifolia - morró negre - Veronica henryi - Veronica hillebrandii - Veronica himalensis - Veronica hispidula - Veronica hookeri - Veronica hookeriana - Veronica hulkeana - Veronica idahoensis - Veronica incana - Veronica inflexa: indrets rocosos, sud de València i Illes Balears. - Veronica insularis - Veronica intercedens - Veronica ionantha - Veronica jacquinii - Veronica japonensis - Veronica javanica - Veronica jovellanoides - Veronica kaiseri - Veronica kellowiae - Veronica khorassanica - Veronica kiusiana - Veronica kopetdaghensis - Veronica kopgecidiensis - Veronica kotschyana - Veronica krumovii - Veronica krylovii - Veronica kurdica - Veronica laeta - Veronica lanceolata - Veronica lanosa - Veronica lanuginosa - Veronica lavaudiana - Veronica laxa - Veronica laxissima - Veronica leiocarpa - Veronica leiophylla - Veronica lendenfeldii - Veronica ligustrifolia - Veronica lilliputiana - Veronica linariifolia - Veronica linifolia - Veronica lithophila - Veronica liwanensis - Veronica longifolia - Veronica longipedicellata - Veronica longipetiolata - Veronica luetkeana - Veronica lyalii - Veronica lycica - Veronica lycopodioides - Veronica lysimachioides - Veronica macrantha - Veronica macrocalyx - Veronica macrocarpa - Veronica macropoda - Veronica macrostachya - Veronica macrostemon - Veronica macrostemonoides - Veronica magentea - Veronica magna - Veronica mampodrensis - Veronica masoniae - Veronica mazanderanae - Veronica mexicana - Veronica michauxii - Veronica micrantha - Veronica microcarpa - Veronica minuta - Veronica miqueliana - Veronica mirabilis - Veronica missurica - Veronica monantha - Veronica montana - Veronica montbretii - Veronica monticola - Veronica mooreae - Veronica morrisonicola - Veronica multifida - Veronica muratae - Veronica murrellii - Veronica myosotoides - Veronica nakaiana - Veronica nevadensis - Veronica nevskii - Veronica niicola - Veronica nipponica - Veronica nipponica - Veronica nivea - Veronica notabilis - Veronica notialis - Veronica novae-hollandiae - Veronica nummularia - Veronica nutans - Veronica oblongifolia - Veronica obtusata - Veronica ochracea - Veronica odora - Veronica oetaea - Veronica officinalis- herba dels leprosos - Veronica olgensis - Veronica oligosperma - Veronica oltensis - Veronica oltensis - Veronica onoei - Veronica opaca - Veronica orbelica - Veronica orbiculata - Veronica orchidea - Veronica orientalis - Veronica ornata - Veronica orsiniana - Veronica ovata - Veronica oxycarpa - Veronica paederotae - Veronica panormitana - Veronica papuana - Veronica pareora - Veronica parnkalliana - Veronica parviflora - Veronica pauciramosa - Veronica paysonii - Veronica pectinata - Veronica peduncularis - Veronica pentasepala - Veronica perbella - Veronica peregrina | - Veronica perfoliata - Veronica persica - Veronica petraea - Veronica petriei - Veronica phormiiphila - Veronica pimeleoides - Veronica pinguifolia - Veronica pinnata - Veronica piroliformis - Veronica planopetiolata - Veronica plantaginea - Veronica platycarpa - Veronica plebeia - Veronica polifolia - Veronica polita - Veronica polium - Veronica poljensis - Veronica ponae - Veronica poppelwellii - Veronica porphyriana - Veronica praecox - Veronica propinqua - Veronica prostrata - Veronica pubescens - Veronica pusilla - Veronica pyrethrina - Veronica qingheensis - Veronica quadrifaria - Veronica quezelii - Veronica rakaiensis - Veronica ramosissima - Veronica ranunculina - Veronica raoulii - Veronica rapensis - Veronica rechingeri - Veronica regina-nivalis - Veronica reuteriana - Veronica rhodopea - Veronica riae - Veronica rigidula - Veronica ritteriana - Veronica robusta - Veronica rockii - Veronica rosea - Veronica rotunda - Veronica rubra - Veronica rubrifolia - Veronica rupicola - Veronica ruprechtii - Veronica sachalinensis - Veronica sajanensis - Veronica salicifolia - Veronica salicornioides - Veronica samuelssonii - Veronica sartoriana - Veronica saturejoides - Veronica saxosa - Veroniccongesteresa scardica - Veronica scheereri - Veronica schistosa - Veronica schizantha - Veronica schmidtiana - Veronica scopulorum - Veronica scutellata - Veronica senex - Veronica sennenii - Veronica serpyllifolia - Veronica serpylloides - Veronica siaretensis - Veronica sibthorpioides - Veronica sieboldiana - Veronica sieboldiana - Veronica simensis - Veronica sobolifera - Veronica societatis - Veronica spathulata - Veronica speciosa - Veronica spectabilis - Veronica spicata - Veronica spuria - Veronica stamatiadae - Veronica stelleri - Veronica stenophylla - Veronica stewartii - Veronica stricta - Veronica strictissima - Veronica strigosa - Veronica stylophora - Veronica subalpina - Veronica subfulvida - Veronica subsessilis - Veronica subtilis - Veronica surculosa - Veronica sutchuensis - Veronica syriaca - Veronica szechuanica - Veronica taigischensis - Veronica tairawhiti - Veronica taiwanalpina - Veronica taiwanica - Veronica taurica - Veronica tauricola - Veronica teberdensis - Veronica telephiifolia - Veronica tenuifolia - Veronica tenuissima - Veronica tetragona - Veronica tetrasticha - Veronica teucrium - Veronica thessalica - Veronica thomsonii - Veronica thymifolia - Veronica thymoides - Veronica tianschanica - Veronica tibetica - Veronica topiaria - Veronica townsonii - Veronica traversii - Veronica treadwellii - Veronica trichadena - Veronica trifida - Veronica triloba - Veronica triphyllos - Veronica truncatula - Veronica tsinglingensis - Veronica tubata - Veronica tumida - Veronica turrilliana - Veronica umbrosa - Veronica undulata - Veronica urticifolia - Veronica urvilleana - Veronica utahensis - Veronica vandellioides - Veronica vanderwateri - Veronica velutina - Veronica vendetta-deae - Veronica venustula - Veronica verna - Veronica vernicosa - Veronica vindobonensis - Veronica viscosa - Veronica wormskjoldii - Veronica wyomingensis - Veronica yildirimlii - Veronica yunnanensis - Veronica yushanchienshanica - Veronica zygantha |

Als Països Catalans s'han citat 31 espècies diferents, i algunes subespècies:
- Veronica acinifolia L.: pradells teròfítics, La Selva.
- Veronica agrestis L.: camps de conreu d'indrets humits, Pirineus i València (Alt Palància).
- Veronica alpina L.: congesteres, Pirineus.
- Veronica anagallis-aquatica L. fonts i rierols, arreu dels PPCC.
- Veronica aphylla L.: congesteres, Pirineus.
- Veronica aragonensis Stroh: roques calcàries. Pirineus Centrals.
- Veronica arvensis L.: pradells teròfítics: Catalunya, València i Illes Balears.
- Veronica austriaca L.: diverses subespècies als estatges montà i mediterrani.Catalunya, rara a València.
- Veronica beccabunga L.: fonts, rierols, principalment N de Catalunya, rara a les illes i València.
- Veronica bellidioides L.: prats alpins àcids, Pirineus.
- Veronica chamaedrys L.: boscos caducifolis, vorada de bosc, prats. Nord de Catalunya rara a València.
- Veronica cymbalaria Bodard: indrets rocosos, sud de València i Illes Balears.
- Veronica dillenii Crantz: pradells terofítics. Pirineus i Montseny.
- Veronica filiformis Sm.
- Veronica fruticulosa L.: dues subespècies en pastures i roquissers, Pirineus.
- Veronica hederifolia L.: camps de conreu, llocs ruderals, cosmopolita. Catalunya, València i Illes Balears.
- Veronica longifolia L.
- Veronica montana L.: fagedes i boscos humits. Nord de Catalunya.
- Veronica nummularia Gouan: roques calcàries, Pirineus.
- Veronica officinalis L.: boscos caducifolis, estatge montà. Rara a València.
- Veronica peregrina L.: indrets ruderals, rarament naturalitzada als PPCC.
- Veronica persica Poiret in Lam.: camps de conreu, cosmopolita. Catalunya, València i Illes Balears.
- Veronica polita Fries: camps de conreu, cosmopolita. Catalunya, València i Illes Balears.
- Veronica ponae Gouan: herbassars humits, Pirineus.
- Veronica praecox All.: indrets ruderals continentals, camps de conreu. Catalunya, rara a València.
- Veronica scutellata L.: molleres àcides, Pirineus.
- Veronica serpyllifolia L.: vores de camí, indrets trepitjats humits. Nord de Catalunya, rara a València.
- Veronica spicata L.: pastures, Pirineus
- Veronica triphyllos L.: camps de cereals, Pirineus, València (Muntanyes Catalanidiques)
- Veronica urticifolia Jacq.: fagedes humides, Pirineus.
- Veronica verna L.:Pradells terofitics, estatge montà, Pirineus i rara al sud de València.

V.filiformis i V.longifolia són espècies alòctones, que en ocasions es poden trobar en estat silvestre.